# Sistema de Escuelas Públicas de la Ciudad de Baltimore

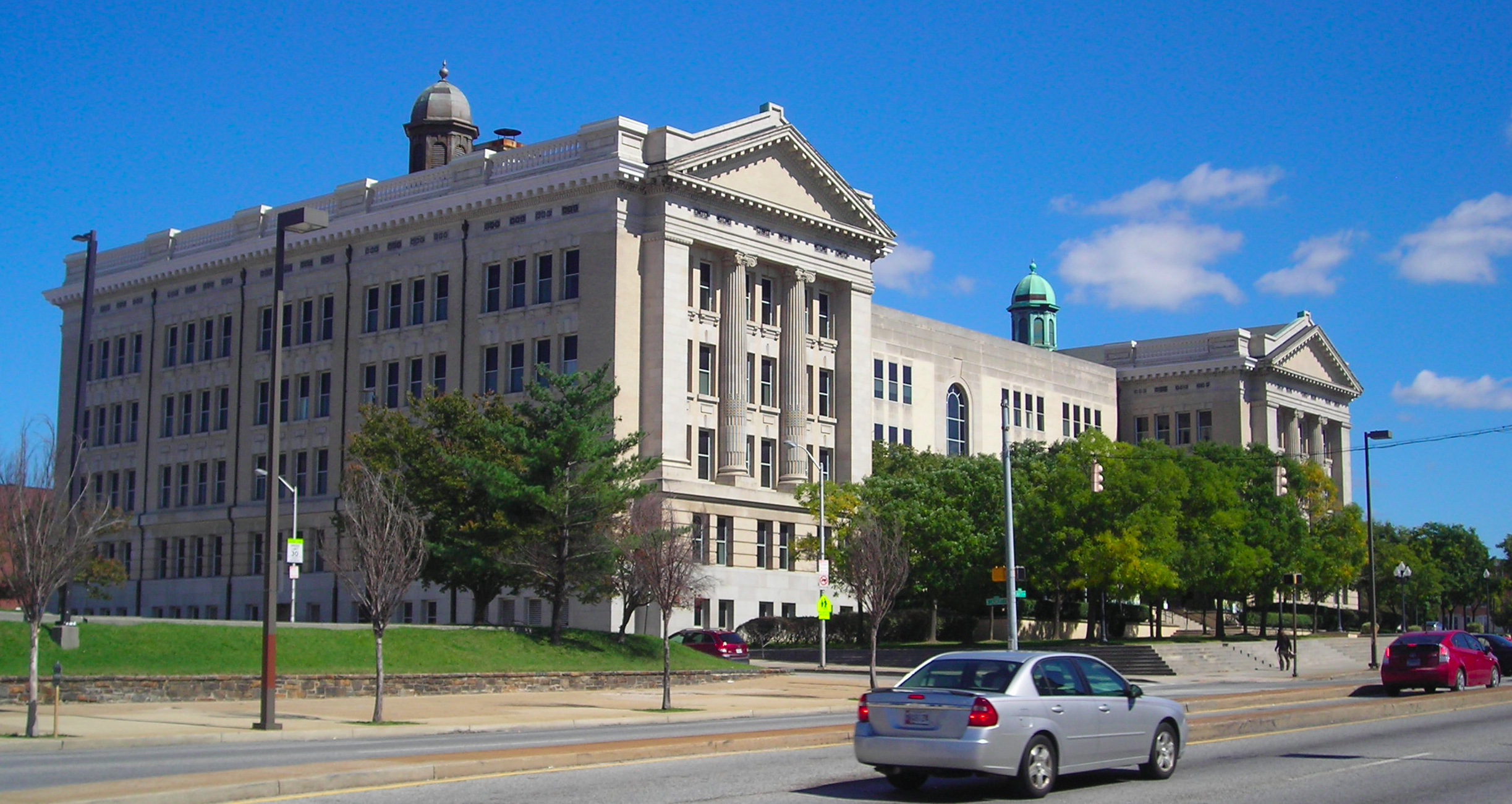
Sede del sistema

El Sistema de Escuelas Públicas de la Ciudad de Baltimore (Baltimore City Public School System, BCPSS, o Baltimore City Public Schools) es un distrito escolar de Baltimore, Maryland. Tiene su sede en el Dr. Alice G. Pinderhughes Administration Building. El consejo escolar tiene un presidente, un vicepresidente, y ocho miembros. En el año escolar 2010-2011, el distrito tiene 83.800 estudiantes, incluyendo 42.830 estudiantes de los grados PreKindergarten-5 (incluyendo 4.712 estudiantes de prekindergarten), 16.659 estudiantes de los grados 6-8, y 24.311 estudiantes de los grados 9-12.